# Andrea Feldman
Andrea Feldman (Zagreb, 22. listopada 1960.) hrvatska povjesničarka, predavala povijesne predmete na nekoliko sveučilišta (Hrvatska, BiH, SAD, Velika Britanija)

## Životopis

### Školovanje i stručno/istraživački rad
Rođena je u Zagrebu, gdje je završila osnovnu školu i Klasičnu gimnaziju. Na Filozofskom fakultetu Sveučilišta u Zagrebu diplomirala je povijest. Postdiplomski i doktorski studij povijesti pohađala je na Sveučilištu Yale, u SAD gdje je stekla dvije magistarske titule povijesnih znanosti: Master of Arts (M.A.) i Master of Philosophy (M.Phil.) Doktorsku tezu pod naslovom "Imbro I. Tkalac and Liberalism in Croatia" obranila je u prosincu 2009. na Odsjeku za povijest, Sveučilišta Yale, čime je stekla naslov Doctor of Philosophy (Doktor humanističkih znanosti).
Dobitnica je nekoliko stranih stipendija za provođenje znanstvenog istraživanja u raznim državama: stipendije Istraživačkog centra Slovenske Akademije nauka i umjetnosti, Ljubljana, Slovenija (2002.), stipendistica The Open Society Institute (1997. – 98.), Yale University Dissertation Fellowship, (1994. – 95.). U jesen 1993. boravila je kao mlađi istraživač na Institute for Humane Sciences, u Beču, a 1987. – 88. boravila je u Londonu kao istraživač i suradnik na The School of Slavonic and East European Studies, Sveučilišta u Londonu.
Sudjelovala je na brojnim međunarodnim konferencijama i znanstvenim skupovima u Hrvatskoj, SAD, Italiji, Austriji, Mađarskoj, Bosni i Hercegovini, Bugarskoj, Njemačkoj, Španjolskoj, Nizozemskoj, Velikoj Britaniji, Poljskoj, Turskoj, Slovačkoj, Belgiji i Italiji. Tijekom boravka u SAD redovito je kao članica sudjelovala u radu Konferencije Američke asocijacije za promicanje slavenskih studija (AAASS).
Predstavnica je Hrvatske u Međunarodnoj federaciji za istraživanje ženske povijesti (IFRWH). Deset je godina kao suorganizatorica održavala međunarodne konferencije „Women and Politics“ (Žene i politika) na IUC-u u Dubrovniku. Kao direktorica Instituta Vlado Gotovac, organizirala je međunarodnu konferenciju „Manjine kao most prekogranične suradnje“ u Osijeku 2003. godine.  
Surađivala je s Yale Psihijatrijskim Institutom, radeći kao prevoditeljica i suradnica na istraživanju o posttraumatskom stresnom poremećaju. Vodila i prevodila razgovore s izbjeglicama iz BiH, koji su kao pacijenti sudjelovali u istraživanju. Za voditelje istraživanja prof. dr. Dori Lauba i prof. dr. Stevena Weina analizirala je pozadinu političkih i povijesnih događaja u zemljama sljednicama bivše Jugoslavije. Prevodila terapijske sesije s bošnjačkoga i hrvatskog na engleski i obratno. Tijekom 1996. godine radila je kao prevoditeljica za Sterling Memorial Library, glavnu knjižnicu Sveučilišta Yale i u Arhivu Holokausta katalogizirala sjećanja preživjelih iz Hrvatske, Srbije, BIH. Transkribirala je i prevodila njihova svjedočanstva.

### Sveučilišni rad
Tijekom boravka na Sveučilištu Yale radila je kao asistent na Odsjeku za povijest i to na predmetima Ruska kultura (1824. – 1990), Formiranje američke kulture (20. stoljeće), Povijest međunarodnog komunizma i Povijest radničke klase u Americi. Školske godine 1992. – 93. predavala je početni stupanj hrvatskog, srpskog i bosanskog jezika na Odsjeku za slavistiku, Sveučilišta Yale. U jesenjem semestru 1995. godine samostalno je kao predavač na Odsjeku za povijest Sveučilišta Yale predavala predmet: Povijest 422a: Bosna i Hercegovina - Evolucija multikulturnog društva.
Školske godine 2002. – 2003. predavala je predmet Povijest srpskog naroda na Učiteljskoj akademiji, Sveučilišta u Zagrebu za polaznike posebnog programa srpskog jezika, povijesti i kulture.  
Na Univerzitetu za poslovne studije u Banjoj Luci (BIH) predavala je kolegije Povijest i kultura Zapada (od Francuske revolucije do pada Berlinskog zida) i Političke i kulturne formacije južnoslavenskih naroda. Akademske godine 2010. predavala je na Sarajevo School of Science and Technology (Sarajevska škola za nauku i tehnologiju) na engleskom jeziku predmet Comparative Politics (PS230).  Kao vanjska suradnica na Hrvatskim studijima, Sveučilišta u Zagrebu predavala je kolegij Ženska/rodna povijest u 19. i 20. stoljeću. Predavala je na nekoliko sveučilišta u Hrvatskoj (Sveučilište u Zagrebu) i u inozemstvu (Bosna i Hercegovina, (SSST) SAD (Yale), Velika Britanija (University of London, SSEES, King's College).  Društveno je aktivna članica upravnog odbora Hrvatskog centra PENa i Hrvatskog društva pisaca (HDP).

## Knjige
- Liberalna misao u Hrvatskoj. Prilozi povijesti liberalizma od kraja 18. do sredine 20. stoljeća, Friedrich-Naumann-Stiftung, Zagreb, 2000.
- Žene u Hrvatskoj. Ženska i kulturna povijest, Institut „Vlado Gotovac“, Ženska infoteka, Zagreb, 2004. (prevedena na mađarski "A. Feldman, Szerkesztette. (2008.): A nők Horvátországban: Nőtörténelem és női művelődés, Balassi Kiadó, Budapest")
- Zov Sirakuze ili zašto sam u politici, Ženska infoteka, Zagreb, 2003.
- Povijesno gledamo. Razgovori s povjesničarima, Izdanja Antibarbarus, Zagreb, 2007.
- Imbro I. Tkalac (1824. – 1912.): Europsko iskustvo hrvatskog liberala, Izdanja Antibarbarus, Zagreb, 2012.